# Chonocephalus punctifascia
Chonocephalus punctifascia är en tvåvingeart som beskrevs av Borgmeier 1935. Chonocephalus punctifascia ingår i släktet Chonocephalus och familjen puckelflugor. Inga underarter finns listade i Catalogue of Life.